# Joseph Oppenhoff
Joseph Oppenhoff (* 4. August 1868 in Aachen; † 22. Juni 1958 in Bonn) war Landgerichtspräsident in Aachen und eine der maßgeblichen Persönlichkeiten im Kartellverband katholischer deutscher Studentenvereine während der Weimarer Republik und in der Nachkriegszeit.

## Leben
Oppenhoff stammte aus einer alten Juristenfamilie und war der Sohn des Landgerichtspräsidenten Theodor Oppenhoff. Er besuchte das Kaiser-Karls-Gymnasium in Aachen und begann 1887 das Studium der Rechtswissenschaften in Bonn. 1887 wurde vom K.St.V. Arminia aufgenommen, ging 1887 nach Freiburg im Breisgau und 1888 nach Berlin, wo er bei den dortigen KV-Vereinen KStV Brisgovia bzw. K.St.V. Askania-Burgundia beitrat. 1888 nach Bonn zurückgekehrt, machte er sein Examen und wurde Assessor und Amtsrichter an verschiedenen Amtsgerichten. Danach war er Landgerichtsrat in Kleve und Aachen sowie schließlich Direktor in Bonn und wiederum in Aachen. 1922 übernahm er aus der Hand seines Bruders Fritz (Friedrich) Maria Oppenhoff (* 1865) das Amt des Landgerichtspräsidenten in Aachen. Nebenbei hatte er sich – durchaus auf dem Hintergrund seiner durch den Kulturkampf geprägten Erziehung – politisches Engagement entwickelt.
1919 bis 1928 war Oppenhoff Abgeordneter der Zentrumspartei im preußischen Landtag. Nebenher war er über 50 Jahre lang Vorsitzender des Altherrenbundes der Brisgovia sowie der Askania in Berlin.
1933 wurde Oppenhoff mit Erreichen der Altersgrenze pensioniert. Nach seinem beruflich erfolgreichen und erfüllten Leben begann Oppenhoff nun eine umfassende schriftstellerische Tätigkeit. Zahlreiche Beiträge erschienen in den „Akademischen Monatsblättern“ und für die KV-Korporationen Askania, Burgundia, Brisgovia und Carolingia zeichnete er als verantwortlicher Herausgeber derer Vereinschroniken.
1943 in Aachen ausgebombt, zog Oppenhoff nach Niederemmel an die Mosel, dann weiter nach Neumagen und schließlich 1946 nach Bonn. 1949 bis 1958 übernahm Oppenhoff Aufgaben in seiner Bonner Studentenverbindung Arminia.

## Werke (Auswahl)
- [Anonym:] Geschichte des Katholischen Studenten-Vereins Askania in Berlin 1853–1928, Aachen 1928
- [Anonym:] Geschichte des Katholischen Studenten-Vereins Burgundia in Berlin 1853–1928, Aachen 1928
- (unveröffentlicht:) Versuch einer Geschichte des Katholischen Studentenvereins Arminia in Bonn als Material für den kommenden Geschichtsschreiber des Vereins, 1954 (Manuskript im Arminenarchiv: Depositum im Archiv für Christlich-Demokratische Politik (ACDP) in der Konrad-Adenauer-Stiftung
- Zwischen den Weltkriegen. Aus dem Entwurf zur Geschichte des K.St.V. Arminia, in: Hermann-Joseph Rick/Heinzgeorg Senff, Religion Wissenschaft Freundschaft. Abhandlungen, Erinnerungen und Reden gesammelt zum hundertjährigen Bestehen des Katholischen Studentenvereins Arminia, 1963).
- Die Spielbank in Aachen und Umgebung, In: Zeitschrift des Aachener Geschichtsvereins (ZAachenerGV) 55, 1933/34, S. 120–142
- Vaalsbruch und der Malensbusch. Zur Geschichte einer alten Waldgenossenschaft. In: Zeitschrift des Aachener Geschichtsvereins (ZAachenerGV) 56, 1935, S. 27–60